# Карагушский сельсовет
Карагушский сельсовет — муниципальное образование в Стерлибашевском районе Башкортостана.
Административный центр — село Карагуш.

## История
Согласно Закону о границах, статусе и административных центрах муниципальных образований в Республике Башкортостан имеет статус сельского поселения.

## Население
| 2002 | 2009 | 2010 | 2012 | 2013 | 2014 | 2015 |
| ---- | ---- | ---- | ---- | ---- | ---- | ---- |
| 755  | ↘720 | ↘659 | ↘651 | ↘642 | ↗648 | ↘628 |
| 2016 | 2017 | 2018 |      |      |      |      |
| ↘617 | ↘606 | ↘587 |      |      |      |      |

## Состав сельского поселения
| № | Населённый пункт | Тип населённого пункта       | Население |
| - | ---------------- | ---------------------------- | --------- |
| 1 | Карагуш          | село, административный центр | ↘567      |
| 2 | Бахча            | деревня                      | ↘92       |